# Colostygia insulata
Colostygia insulata là một loài bướm đêm trong họ Geometridae.